# Ostfriesisches Landrecht
Das Ostfriesische Landrecht wurde 1518 unter dem Grafen Edzard I. für die Grafschaft Ostfriesland konzipiert. Nahezu 300 Jahre bildete es das formell gültige Landesrecht. Gedruckt wurde es erstmals 1746 in preußischer Zeit: Auf Wunsch und Vorschlag der ostfriesischen Stände ließ der Regierungsrat Matthias von Wicht „Das Ostfriesische Landrecht, nebst dem Deich- und Sielrechte“ mit hochdeutscher Übersetzung des niederdeutschen Textes und einem ausführlichen Vorbericht sowie – vorwiegend sprachlichen – Erklärungen bei Tapper in Aurich im Druck erscheinen. Zuvor war es nur in Handschriften verfügbar, von denen heute noch etwa 100 Exemplare existieren.
Das Ostfriesischen Landrecht galt bis zum 1. Mai 1809.
An diesem Tage wurde im Königreich Holland, zu dem auch Ostfriesland gehörte, unter Louis Bonaparte der Code Napoléon eingeführt.
Er ersetzte alles bis dahin geltende Recht.

## Struktur
Das Ostfriesische Landrecht umfasst insgesamt 566 Kapitel, die auf drei Bücher aufgeteilt sind:
Das erste, 145 Kapitel umfassende Buch enthält das ältere friesische Recht, nämlich von Kap. 19 bis Kap. 63 die 17 Küren (Ende des 12. Jahrhunderts), von Kap. 64 bis Kap. 114 die 24 Landrechte (12./13. Jahrhundert) und von Kap. 115 bis Kap. 145 einen Auszug des Emsiger Pfennigschuldbuchs.
Das zweite Buch handelt in 298 Kapiteln von Verwandtschaft, Adoption, Ehe- und Erbrecht, Testamenten, Näherkauf und Landheuer. Es enthält überwiegend römisches Recht.
Das dritte Buch mit 123 Kapiteln besteht wiederum aus friesischem Recht, nämlich aus den 12 Emsiger Domen und den Bußtaxen, den sechs Überküren (Art. 100, 101) sowie weiteren Rechtsbetrachtungen.

## Vorrede
In der mit „Vorrede“ bezeichneten Promulgationsurkunde des „Edzard, Graff zu Ost-Friesland“ spürt der Leser ein tiefes traditionelles Bewusstsein des Landesherrn. Er begründet u. a. die von ihm vorgenommenen Änderungen des früheren Landrechts damit, dass nur dort Korrekturen vorgenommen worden seien, „so zu dieser Unserer Zeit sich (die Anwendung des alten Rechts) nicht geziemet noch dem Lande zum Aufnehmen und Nutzen dienet...“ Bemerkenswert erscheint auch die Anknüpfung an den römischen Kaiser Justinian I., der nach Edzards Erklärung „... alle alten Gesetze der Römer und seiner kayserlichen Vorfahren, die sehr dunkel und undeutlich, auch unordentlich gesetzet waren, verbessert hat ...“.

## Richter
Die Stellung des ostfriesischen Richters ergab sich aus zahlreichen Einzelbestimmungen, die über das erste Buch verstreut anzutreffen sind. Der im Ostfriesischen Landrecht vielerorts anzutreffende religiöse Bezug findet beim Richter Ausdruck in einer „Vermahnung“, die im 2. Kap. erfolgt und inhaltlich in einer Aufführung von Bibelstellen besteht, die den Richter zu einem fairen Handeln auffordern. Neben „Du solt nicht Geschencke nehmen“ findet sich dort auch der Spruch „Den Fremdling solt ihr nicht unterdrücken“. Eine Art Unschuldsvermutung verbunden mit dem Grundsatz rechtlichen Gehörs kommt zum Ausdruck in dem Spruch „Verdamme niemand und Du solt nicht urtheilen, ehe du die Sache hörest, und laß die Leute zuvor ausreden“.
Richter konnte nach Kap. 3 nur ein mindestens fünfundzwanzig Jahre alter Mann sein, der darüber hinaus das aufwies, was man wohl heute als unbescholtenen Lebenswandel bezeichnet. Auch galt schon im ostfriesischen Recht der Grundsatz, dass niemand Richter in eigener Sache sein kann (Kap. 3, Ziff. 7). Die Ermächtigung zur Schaffung von Richterrecht fand sich in der Erklärung, dass in den im Gesetz nicht ausdrücklich geregelten Fällen der Richter so zu verfahren habe, „gleich wie er wolte, daß ihm selber geschähe“ (Kap. 3, Ziff. 8).
Eine Beschränkung der richterlichen Zuständigkeit war jedoch in der Anordnung zu finden, „Häuptlinge und gute Männer von Adel“ dürften allein vom Landesherrn abgeurteilt werden (Kap. 14).
Nach Kap. 3 bestand ein Gericht im engeren Sinne aus dem Richter, dem Ankläger und dem Angeklagten, im weiteren Sinne noch aus zwei oder mehreren Beisitzern, deren Fehlen die Nichtigkeit des Urteils, der „Sentenz“, zur Folge hatte.

## Prozessfähigkeit
Die Fähigkeit, überhaupt einen Prozess vor Gericht führen zu können, war für Frauen entsprechend ihrer damals untergeordneten Rolle stark eingeschränkt. Männer unter fünfundzwanzig Jahren galten als minderjährig und konnten im Regelfall nicht als Kläger vor Gericht auftreten (Kap. 3, Ziff. 9). Eine Ausnahme bestand jedoch dann, wenn jemand mit „Consens und Vollwort seiner Vormünder“ erschien und „in deroselben Gegenwart“ das Urteil annahm (Kap. 3, Ziff. 10).
Eine weitere Ausnahme bestand dann, wenn der Landesherr eine entsprechende Befreiung, im Gesetz „Urlaub“ genannt, erteilt hatte. In allen anderen Fällen konnte ein „Urtheil... nicht schaden“, was so zu verstehen ist, dass ein unter Verstoß der Bestimmung ergangenes Urteil gegen den Minderjährigen keine Rechtswirkungen entfaltete. Bemerkenswert erscheint von der Gesetzestechnik her im Falle der oben beschriebenen Ausnahmen die Formulierung „... findet ihn des Richters Urtheil gleich demjenigen, der 25 Jahr alt ist“. Männer, die fünfundzwanzig Jahre alt waren, mussten zusätzlich noch dem freien Stande angehören, um einen Prozess führen zu können.

## Klagebeschränkungen
Nach dem Ostfriesischen Landrecht galt nicht der Grundsatz, dass jeder jeden verklagen konnte. Vielmehr bestanden Klagebeschränkungen: Kinder konnten „ohne Urlaub“ ihren „Vater, Groß-Vater und Ober-Groß-Vater“ nicht verklagen (Kap. 5); entsprechendes galt bezüglich der „Mutter, Groß-Mutter und der Ober-Groß-Mutter“. Neben diesen familiären Klagebeschränkungen bestand auch eine solche gegenüber dem Dienstherrn, und zwar auch noch dann, wenn der Dienstverpflichtete zuvor „freygegeben“ worden war (Kap. 6).

## Ladungen
Im 7. Kap. des 1. Buches des Ostfriesischen Landrecht wurde die Ladung der Parteien unter Androhung einer angemessenen Strafe für den Fall der Zuwiderhandlung angeordnet. Im 8. Kap. wurden die Gründe aufgeführt, die bei Nichterscheinen als Entschuldigung galten. Dazu zählten: Der Beweis, dass eine Vorladung nicht „zu Haus und Hof“ zugestellt worden war, der Vorgeladene erkrankt war und er auch keinen Vertreter bestellen konnte. „Wind und Wetter“ entschuldigten ebenso wie Feuersbrunst oder Versterben eines Verwandten und auch Teilnahme an Deicharbeiten. Die Bedeutung der Ladung wird deutlich aus dem 6. Kap., in dem es heißt, dass nur nach dreifacher (erfolgloser) Ladung über jemanden Recht gesprochen werden durfte. Das Ostfriesische Landrecht ging damit von der Anwesenheit der Partei als Regelfall aus. Ergänzend dazu sei noch auf Kap. 12 verwiesen, wonach der Beklagte sein Recht auch versäumen konnte, wenn die Sache erst anhängig gemacht und die Klage ihm mitgeteilt worden war.

## Prozessuale Verhaltenspflichten
In Bezug auf Forderungen galt der Grundsatz, dass niemand mehr fordern sollte, als ihm wirklich zustand. Ein wissentliches Zuvielfordern führte zu entsprechenden Schadensersatzansprüchen. Eine Art Prozessförderungspflicht für die Parteien beinhaltete Kap. 10. Den Parteien wurde auferlegt, bei einem komplizierten Streitgegenstand gegebenenfalls in Schriften die wesentlichen Tatsachen dem Richter mitzuteilen, „damit dieser alle deroselben Umstände desto klahrer und ordentlicher verstehen möge“. Ferner bestand eine Verpflichtung des Richters, der Partei Zeit zum Einholen von Beweisen einzuräumen, es sei denn, es lägen Hinweise auf das vor, was die einschlägigen Prozessgesetze heute „Prozessverschleppungsabsicht“ nennen (Kap. 13). Im Rahmen der siebten Willkür ordnete das 49. Kap. an, keine Partei solle die andere vor Gericht beleidigen.

## Gerichtsfreie Zeiten
Gemäß Kap. 9 bestand für bestimmte Tage und Zeiträume das, was man wohl heute als Gerichtsferien bezeichnen würde. Dazu zählte z. B. der Zeitabschnitt, in dem der Acker gepflügt und das Getreide eingebracht wurde ebenso wie verordnete Gerichtsferien wegen Krieges oder „Wassers-Noth“. Ungeachtet dieser Phasen des Ruhens richterlicher Tätigkeit bestanden aber – ähnlich wie heute – für bestimmte Angelegenheiten keine solchen gerichtsfreien Zeiten. Dazu gehörten: a) Vormundschaftssachen, b) Alimentationssachen, die das Gesetz dahin begründet, „damit diese Personen nicht verschmachten mögen“, c) ferner Fälle, in denen jemand einen anderen „aus dem Seinigen verstossen oder vertrieben“ hat sowie Angelegenheiten, „da der Vorzug des Rechtes großen Schaden bringen mögte“. Der mit der Beanspruchung des Gewaltenmonopols (vgl. Kap. 23) für den Landesherrn nach heutigem Verständnis zwingend verbundene Anspruch auf Rechtsgewährung klingt im 9. Kap. an: „Außer diesen Zeiten aber soll man unausgesetzt Gericht halten und jedermanniglichen Recht wiederfahren lassen.“

## Beweis
Im 1. Buch sind zahlreiche Regelungen hinsichtlich der Beweisführung zu finden, so z. B. im 25. Kap. im Rahmen der fünften Willkür eine Bestimmung, wie man nachweist, eine Sache ererbt zu haben; im 26. Kap. geht es um den Nachweis des Kaufs (bzw. der Schenkung) einer zuvor im Eigentum der Kirche stehenden Sache. Das Ostfriesischen Landrecht fordert sieben Zeugen, die sein sollen „freye, wohlgebohrne, eigenerbte, eingesessene Leute, welche ihr großväterliches Erbe darthun können, auch die Zehn Gebote, den Glauben und das Vater Unser wissen“. Aufgrund der Schwierigkeiten der Beweisführung nach früherem Recht ordnete der Landesherr in den Kap. 27 ff. an, dass der Kläger grundsätzlich für das Vorliegen der die Klage begründenden Tatsachen beweispflichtig sei, der Beklagte aber für die Einreden, womit ein Grundsatz angesprochen wurde, der noch im heutigen Prozessrecht gilt. In Sachen, die „Leib und Leben, auch eines Mannes Ehre betreffend“ soll der Richter „viel aufmerksamer in Abhörung der Zeugen seyn ... als in Geld-Sachen“. Bemerkenswert ist hier, dass sich die erhöhte Aufmerksamkeit nur auf Sachen bezog, die die Ehre des Mannes betraf (Kap. 27). Als die drei Beweisarten (Kap. 28) galten „lebendigen Zeugen“, „Briefen mit Siegeln oder Instrumenten“ sowie die „sichtbahrer That, da etwas zu sehen und zu erkennen ist mit Menschen Augen“, womit letzteres den Augenschein ansprach. Die Ladung eines Zeugen (zur Ladung der Partei vgl. Abschnitt V) erfolgte (ebenso wie die der Partei) unter Androhung von Strafe für den Fall, dass er nicht erschien (Kap. 31). Die Kosten der Ladung trug die beweisbelastete Partei (Kap. 31).
Für zeugnisunwürdig wurden unter anderem Ehebrecher sowie Frauen gehalten, „welche innerhalb Jahres Frist, nach des vorigen Mannes Tode, einen anderen Mann genommen“ hatten (Kap. 32). Die Zeugenfähigkeit wurde auch bei Leibeigenen und solchen Personen nicht anerkannt, die unter fünfundzwanzig Jahre alt waren, wobei jedoch einige wenige Ausnahmen gemacht wurden (Kap. 34).
Eltern konnten ebenso wenig für ihre Kinder zeugen wie umgekehrt, ein Bruder nicht für den anderen, wenn es ein Testament oder andere „Blut-Sachen“ betraf (Kap. 39 und 40). Frauen misstraute man in Testamentssachen ganz allgemein, so dass sie in diesem Bereich nicht Zeuge sein konnten (Kap. 38). Erstaunlich für die damalige Zeit erscheint im Zusammenhang mit dieser Regelung die Bestimmung des 47. Kapitels: Bei Personen „beiderley Geschlechts“ (Hermaphroditen) ist die Zeugenfähigkeit dann gegeben, „in so ferne das männliche Geschlecht bey ihm erweißlich die grösseste Krafft hat“. Weit entfernt wohnende Zeugen, die einer anderen Obrigkeit unterstanden, wurden durch einen Richter „demselben Obrigkeit“ vernommen und die schriftlich niedergelegte Vernehmung dann dem die Streitsache entscheidenden Richter zugestellt.
Die 18. Willkür führte Sachverhalte auf, bei deren Vorliegen es keines Beweises mehr bedurfte, weil der Gesetzgeber davon ausging, dass die Tatsachen für sich selbst sprachen. So sei beispielhaft erwähnt, dass ein Münzmeister als ein Falschmünzer galt, wenn sich in seinem Haus eine falsche Münze fand. Entsprechendes galt für Notzüchtigungen, wenn eine Frau rief oder schrie und dies andere Leute hörten. „Was ihr dann geschehen ist, das ist offenbar und bedarff keines weiteren Zeugnisses oder Beweises“. Eine gewisse Einschränkung erfolgte jedoch insofern, als der Richter „diese vorhin beschriebene Sachen wohl einsehen und dabey fleißige Achtung geben“ soll, „ob sie auch einer näheren Erläuterung nöthig haben. Denn in schweren Sachen soll der Beweis so klar seyn wie die Sonne.“ (Kap. 62).

## Rechtsmittel
Gegen die nach Kap. 16 schriftlich abzufassenden und zu verlesenden Urteile war nach Kap. 17 innerhalb von zehn Tagen der Landrichter bzw. der Landesherr anzurufen. Gerade an dieser Stelle wird eine Veränderung des bisherigen Ostfriesischen Landrechts durch den Grafen deutlich, da er auf die frühere Regelung verweist, nach der nur zwei Tage Zeit war, Rechtsmittel einzulegen. In der für damalige Verhältnisse bemerkenswerten Genauigkeit wurde darauf hingewiesen, dass in die Zehn-Tages-Frist Feiertage nicht einzubeziehen seien (Kap. 18). Erwähnenswert erscheint auch im 18. Kap. die Anordnung, bei einem „Jüngling“ unter fünfundzwanzig Jahren möge „doch ein Richter dem Minderjährigen zu Hülffe kommen“ und zulassen, „daß er auch nach denen zehn Tagen ..., appellieren möge“. Hier drückt sich doch eine gewisse Fürsorgepflicht des Richters verbunden mit Elementen eines „prozessualen Minderjährigenschutzes“ aus.

## Willküren
Nach dem Abschnitt, der die „Ordnung des Gerichts“ (I. Buch, Vorrede S. 6) betraf, folgten die siebzehn Willküren, die schwerlich unter einem einheitlichen Gesichtspunkt gesehen werden können. Sie beinhalten einerseits einen individualrechtlich orientierten Rechtsgüterschutz, andererseits aber Regelungsinhalte, die Bereiche der „Staatsorganisation“ betreffen.
Entsprechend der friesischen Rechtstradition wird das Eigentum und das aus ihm in der damaligen Zeit als Regelfall abzuleitende Besitzrecht besonders geschützt. Doch muss dabei dem Eindruck entgegengetreten werden, als habe die „Ehre“ (eines Mannes) damals keine Bedeutung gehabt. In der ersten Willkür im 19. Kap. wird erklärt, „daß jedermann seines eigen gebrauchen und mächtig seyn möge“, wobei dies auch für den Erben galt, dessen Erbschaftsgegenstände sich im Besitz eines Dritten befanden. Nahm der Erbe die von ihm ererbte Sache einfach weg, so „verliehret er sein ganzes Recht, so er etwan daran mag gehabt haben“. In Ergänzung zur ersten Willkür ist die dritte Willkür zu sehen, nach der „ein jeder seine fahrende und bewegliche Güter zu Wasser, oder Gast-Marsch und Mohrlande frey, friedlich und unberaubet gebrauchen und besitzen möge ...“ (Kap. 23). Der Schutz wie die im Regelfall mit Geldbußen erfolgende Strafandrohung bezog sich auch auf Handlungen, die darauf gerichtet waren, Land und Hof zu besitzen, ohne dass ein entsprechender „Uhrlaub“ vom Herrn oder Richter erteilt worden war (Kap. 24). Für Gewalttaten, die ein Dienstbote auf Befehl seines „Brodt-Herren“ beging, haftete der Dienstherr (Kap. 24). Auch die 14. Willkür diente dem Eigentums/Besitzschutz, wenn sie anordnete, die Entziehung des Besitzes in Abwesenheit des Eigentümers „soll... diesem an seinen Rechten unschädlich sein“ (Kap. 57).
Die zweite Willkür (20. Kap.) sprach den Frieden über alle Kirchen und geistlichen Personen aus, die im Originaltext „Gaedes-Huisen“ bzw. „Gaedes-Mannen“ genannt werden. Interessant hier, dass „Wittwen, Waisen, Elterlose Kinder, auch arme Leute, die sich aus dem Ihrigen nicht ernehren mögen und doch des Bettelns schämen“, und solche „welche ohne Betrug die Allmosen bey denen Strassen und Häusern suchen müssen und nichts verdienen können“, zu den geistlichen Personen gezählt wurden. Die 13. Willkür ordnete den allgemeinen Frieden an (Kap. 56, auch Kap. 54 und die elfte Willkür). In der 12. Willkür (Kap. 55) wird der Kirch- und Hausfrieden geschützt, während die 15. Willkür den Schutz der „Jungfrauen, Mägde oder anderer Leute Ehe-Weiber“ (Kap. 58) vor Notzucht aussprach.
In der achten Willkür (Kap. 50) wird abweichend von dem Grundsatz, dass im Regelfall nur Geldstrafen verhängt werden (vgl. Kap. 59), die Todesstrafe dann angedroht, wenn „sich der Hausmann gegen seinen Herren und Obrigkeit“ auflehnte. Das Gesetz sieht es als eine „schwehre Missethat“ an, wenn „ein Unterthan seinem Herrn widerstrebet und sich gegen Ihn auffsetzt mit Worten oder Werken, oder wider denselben oder das gemeine Best, oder eine Stadt oder ein Dorff, welche dem Herrn dieses Landes zustehet, die Waffen ergreiffet“.
Die siebte Willkür (Kap. 48) erklärt, dass „alle Friesen haben sollen einen freyen Stuhl und freye Sprache, welche ihnen gab der König Carolus ...“. Damit wird das Verhältnis der Menschen in der Grafschaft zum König geregelt. Die im 53. Kap. enthaltene zehnte Willkür erklärt, dass die Friesen deshalb keine Heeresfolge leisten mussten, damit „sie desselben Tages wiederum heim kommen konnten, (um) ihr Vaterland gegen die Fluthen des grossen Meeres, und zu Lande im Süden, gegen die heydnischen Fürsten“ schützen zu können.
Die neunte Willkür (51. Kap.) schließlich beschäftigt sich mit dem freien Zugang zu den sieben wichtigsten Verkehrswegen. Als diese galten die „Elbe, Weser, Emser, Flie, Land zwischen Oldenburg bis Jever, Münster bis Emden, westwerts von Lewarden bis Stavorn“. Wurden diese blockiert, so erhob die ostfriesische Obrigkeit einen „Friedepfennig“. Dadurch kamen finanzielle Mittel zusammen, mit denen die blockierten Verkehrswege freigekauft werden konnten.